# Orlești
Orlești es una comuna ubicada en el distrito Vâlcea, Rumania.

## Superficie
Posee una superficie de 37,49 kilómetros cuadrados.

## Demografía
Hasta 2021 la población era de 2562 habitantes, con una densidad de población de 68,34 habitantes por kilómetro cuadrado.